# Acrocercops cornicina
Acrocercops cornicina är en fjärilsart som beskrevs av Edward Meyrick 1908. Acrocercops cornicina ingår i släktet Acrocercops och familjen styltmalar. Inga underarter finns listade i Catalogue of Life.